# يوجين بي. كرو
يوجين بي. كرو هو سياسي أمريكي، ولد في 5 يناير 1878، وتوفي في 12 مايو 1970 في إنديانابوليس في الولايات المتحدة. نشط حزبياً في الحزب الديمقراطي. وقد انتخب عضو مجلس النواب الأمريكي ‏.